# Arisan Gading
Arisan Gading is een bestuurslaag in het regentschap Ogan Ilir van de provincie Zuid-Sumatra, Indonesië. Arisan Gading telt 1301 inwoners (volkstelling 2010).